# Artful Kate
Artful Kate è un cortometraggio muto del 1911 diretto da Thomas H. Ince e interpretato da Mary Pickford e Owen Moore. Prodotto dalla Independent Moving Pictures Co. of America (IMP), fu distribuito dalla Motion Picture Distributors and Sales Company.

## Produzione
Il film venne prodotto dall'Independent Moving Pictures Co. of America (IMP) nel 1911. Venne girato a Cuba, all'Avana.

## Distribuzione
Il film - un cortometraggio in una bobina - uscì nelle sale statunitensi il 23 febbraio 1911, distribuito dalla Motion Picture Distributors and Sales Company. In VHS è uscito distribuito dalla Grapevine Video.
Copia della pellicola (35 mm) si trova conservata negli archivi della Library of Congress.